# Lake Land'Or (Virginia)
Lake Land'Or è un census-designated place (CDP) degli Stati Uniti d'America, situato nello stato della Virginia, nella contea di Caroline. Secondo il censimento del 2020 gli abitanti di Lake Land'Or ammontavano a 4 555.